# Iskateli stjastja
Iskateli stjastja (russisk: Искатели счастья) er en sovjetisk spillefilm fra 1936 af Vladimir Korsj-Sablin.
Filmen er et forsøg på at tiltrække den jødiske befolkning til det Jødiske autonome oblast i det østlige Sovjetunionen.

## Medvirkende
- M. M. Bljumental-Tamarina som Dvojra
- Veniamin Zuskin som Pinja Kopman
- Nikolaj Valjano som Ljova
- L. A. Sjmidt som Roza
- Ljudmila Tajts som Basja